# Rolf Petersen
Rolf Petersen (* 1963 in Neumünster) ist ein deutscher Schauspieler, Hörspielsprecher und -regisseur.

## Leben
Rolf Petersen spielte bereits als Jugendlicher an der Niederdeutschen Bühne Neumünster Theater. Nach dem Abitur besuchte er von 1985 bis 1986 das Schauspielstudio von Hildburg Frese in Hamburg, von 1986 bis 1988 absolvierte er eine weitere Ausbildung an der Schauspielschule Bühnenstudio von Hedi Höpfner, die er mit der Bühnenreifeprüfung abschloss. Von 1986 bis 1991 wurde er zusätzlich von Annemarie Marks-Rocke in Schauspiel und Sprecherziehung unterrichtet. Ebenfalls in Hamburg studierte Petersen von 1989 bis 1991 Germanistik mit dem Schwerpunkt „Theater/Medien“.
Zwischen 1986 und 2007 war Rolf Petersen am Hamburger Ohnsorg-Theater verpflichtet. Hier wirkte er als Schauspieler, arbeitete als Regieassistent und hatte von 1996 bis 2003 die Leitung des künstlerischen Betriebsbüros inne. Daneben spielte Petersen gastweise am Ernst-Deutsch-Theater und am St. Pauli Theater. Bereits Ende der 1980er Jahre hatte Petersen begonnen, Regie zu führen, zunächst an der Niederdeutschen Bühne Neumünster, später an der Niederdeutschen Bühne Flensburg und seit der Spielzeit 2003/04 auch an der Fritz-Reuter-Bühne, die ein Teil des Mecklenburgischen Staatstheaters Schwerin ist. In den Jahren 1992 bis 1998 war Petersen darüber hinaus Abendregisseur und Oberspielleiter bei den Karl-May-Spielen in Bad Segeberg. Seit dem Jahr 2000 ist er künstlerischer Leiter und Geschäftsführer der Niederdeutschen Bühne Flensburg und seit 2003 Direktor der Fritz-Reuter-Bühne.
Vor der Kamera hat Rolf Petersen selten gestanden, dafür ist er seit Mitte der 1980er Jahre ein vielbeschäftigter Hörspielsprecher in fast ausnahmslos niederdeutschen Produktionen des Norddeutschen Rundfunks und Radio Bremens, u. a. in den Radio-Tatorten Fördewind und Ans Wasser! oder in der Serie Düsse Petersens, wo er ab Folge 17 als neuer Nachbar Herr Hansen mitwirkt. Petersen führte daneben in zwei Hörspielen Regie und übersetzte ursprünglich englische Komödien aus dem Hochdeutschen ins Niederdeutsche.

## Filmografie
- 1988: Wenn du Geld hast
- 1999: Amor gitano
- 2000: Der Vogelforscher
- 2003: Der Landarzt – Chaos
- 2003: Hannes im Glück
- 2006: Da kommt Kalle – Sündenbock

## Hörspielarbeiten

### Als Regisseur
- 2004: Vadder geiht op’t Olendeel – Autor: Bodo Schirmer
- 2006: Wellenslag – Autor: Walter Zelinski

### Als Sprecher (Auswahl)
- 1986: De Tjalk „Preziosa“ – Regie: Claus Boysen
- 1987: Rumpelkist – Regie: Hans Helge Ott
- 1990: Betonrosen und Feuerlilien – Regie: Ursula Langrock
- 1991: Doon un laten – Regie: Hans Helge Ott
- 1992: Wiehnachten – Regie: Ursula Hinrichs
- 1993: Överleeven – Regie: Edgar Bessen
- 1995: Egen Fleesch un Bloot – Regie: Wolfgang Schenck
- 1995: Hein Höpken will sien Süster Annemie to’n Geburtsdag graleern – Regie: Hans Helge Ott
- 1995: Dat Verspreken – Regie: Edgar Bessen
- 1996: Güstern is all meist vörbi – Regie: Edgar Bessen
- 1997: För en Ei un een Bodderbroot – Regie: Wolf Rahtjen
- 1997: Grulig ist, över’t Moor to gahn – Regie: Frank Grupe
- 1998: De Dach, as de Castor keem – Regie: Edgar Bessen
- 1998: Javanische Schatten – Regie: Stefan Dutt
- 1998: Boss dröppt Boss – Regie: Edgar Bessen
- 1999: Der Mond ist auf – Regie: Hans Helge Ott
- 1999: Grönkohleten – Regie: Frank Grupe
- 2000: Breef an Sandra – Regie: Frank Grupe
- 2000: Präludium för Josse – Regie: Hans Helge Ott
- 2002: Worüm hest du mi op dat Eiland bröcht? – Regie: Georg Bühren
- 2002: De eerste Liek – Regie: Hans Helge Ott
- 2003: SchnappSchuss – De Krimi op Platt (Folge 6: Se seggen Fisch to em) – Regie: Hans Helge Ott
- 2003: Tebbe is doot – Regie: Hans Helge Ott
- 2004: Große Freiheit Nr. 7 – Regie: Hans Helge Ott
- 2004: Totalschaden oder Snack mit den Pannenhölper – Regie: Dirk Böhling
- 2005: Exfrünnen – Regie: Dirk Böhling
- 2006: Ünner den Melkwoold – Regie: Hans Helge Ott
- 2007: Dat Weltgesetz – Regie: Hans Helge Ott
- 2009: Twüschen Heven un Eer – Regie: Hans Helge Ott
- 2010: Wilma un Karl – Regie: Hans Helge Ott
- 2011: Ölben siene Waterwesen – Regie: Ilka Bartels
- 2012: Kolumbus op de Hallig – Regie: Hans Helge Ott
- 2012: So is dat Leven, Herr Schluck – Regie: Hans Helge Ott
- 2013: Fördewind – Regie: Sven Stricker
- 2013: Ans Wasser! – Regie: Sven Stricker
- 2014: Onno Viets und der Irre vom Kiez – Regie: Wolfgang Seesko
- 2015: Du mien, ik dien – Regie: Ilka Bartels
- 2015: Düsse Petersens (Folge 17: Der neue Nachbar) – Regie: Hans Helge Ott
- 2015: Düsse Petersens (Folge 18: El condor pasa) – Regie: Hans Helge Ott
- 2015: Düsse Petersens (Folge 19: Frühe Vögel) – Regie: Hans Helge Ott
- 2015: Düsse Petersens (Folge 20: Russische Mafia) – Regie: Hans Helge Ott